# Guido (cardinal 1191)
Pour les articles homonymes, voir Guido.
Guido (mort avant 1198) est un cardinal   du XIIe siècle.

## Biographie
Le pape Célestin III le crée cardinal lors d'un consistoire de 1191.